# Aclypea undata
Aclypea undata es una especie de escarabajo del género Aclypea, familia Silphidae. Fue descrita científicamente por O. F. Müller en 1776.
Se distribuye por Austria, Suecia, Alemania, Turquía, Finlandia, Italia, Rusia, Estonia, Francia, Países Bajos, Azerbaiyán, Irán, Rumania, Bosnia y Herzegovina, Chequia, Reino Unido, Polonia, Armenia, España, Georgia, Grecia, Letonia, Portugal, Eslovaquia, Siria y Ucrania. La especie se mantiene activa durante los meses de enero, marzo, abril, mayo, junio, julio, agosto, septiembre y octubre.